# Lori Wilson (Politikerin, 1976)

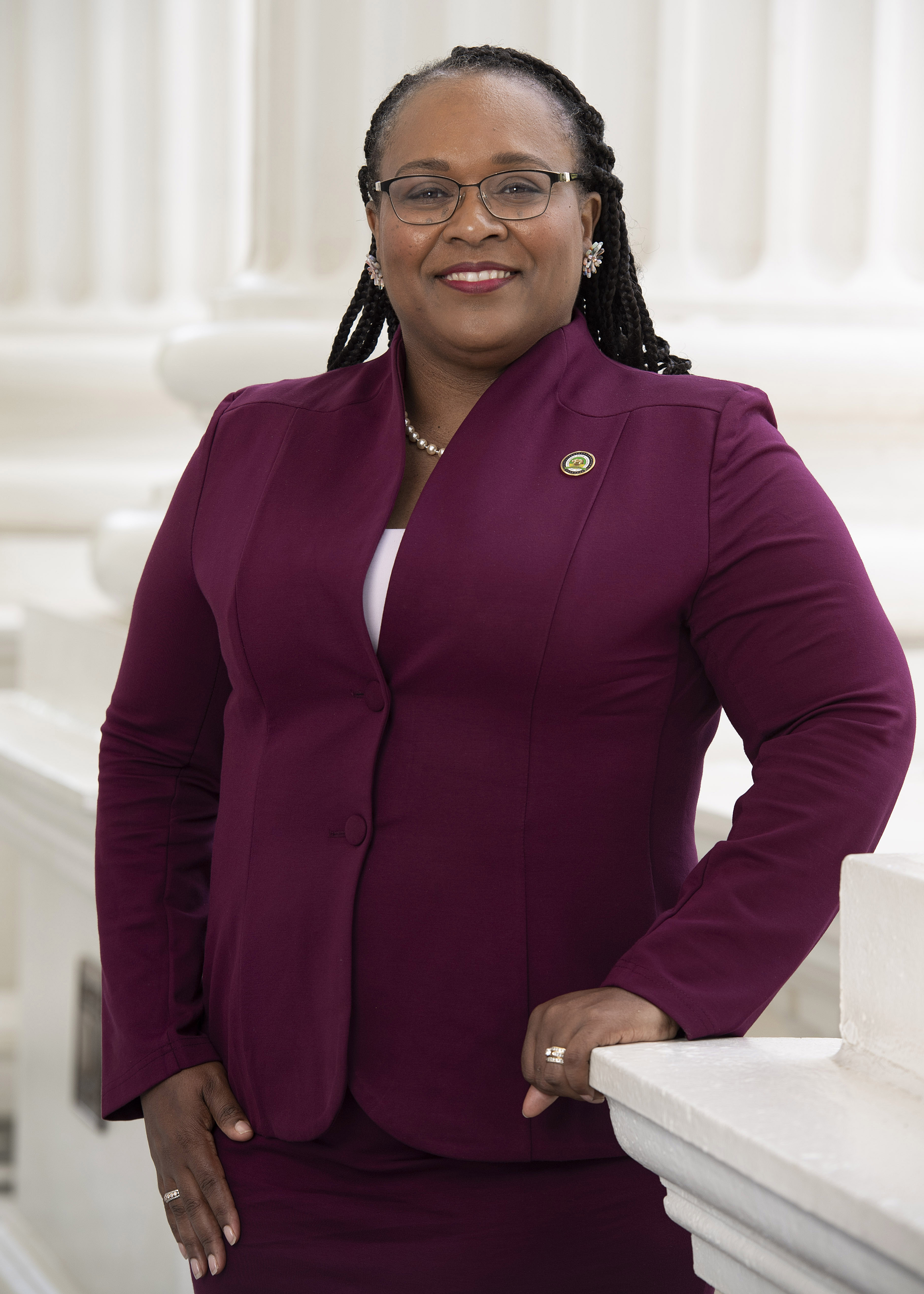
Lori Wilson, 2022

Lori D. Wilson (* 17. Juli 1976) ist eine US-amerikanische Politikerin und seit 2018 Bürgermeisterin von Suisun City. Vor der Wahl zur Bürgermeisterin war sie als Mitglied im Stadtrat tätig.
Wilson erlangte einen Bachelor-Abschluss in Betriebswirtschaft an der Sacramento State und arbeitete als Finanzanalystin. Sie stammt aus Fresno und kam nach einem fünfjährigen Aufenthalt auf der Travis Air Force Base um 2003 ins nahegelegene Suisun City. Dort kandidierte sie 2010 zunächst erfolglos für den Stadtrat, bevor ihr 2012 der Einzug gelang. Sie ist verheiratet und hat zwei Kinder.